# 新加坡陆军
新加坡陸軍，是新加坡共和國的陸軍，也是新加坡武裝部隊的一部分。

## 历史
新加坡武装部队中最早建立起来的单位就是陆军的第一步兵营，成立於1957年；而第二步兵營隨後在1963年建立。1965年，新加坡自從脫離馬來西亞獨立之後，於同年12月通過了《新加坡陸軍法案》，正式組建了軍隊。
1972年，新加坡國會進一步通過並立法《新加坡武裝部隊法》，以重組和鞏固新加坡武裝部隊的指揮及其他行政職能。
新加坡陸軍於2017年慶祝成立60週年。

## 指挥序列
陆军最高指挥官为陆军总长，由陆军参谋长及训导司令协助。
| 在任年份  | 陆军总长  | 兵种         |
| --------- | --------- | ------------ |
| 1990–1990 | 梅德侠    | [ 來源請求 ] |
| 1990–1992 | 黄维彬    | 炮兵         |
| 1992–1995 | 林梁长    | 战斗工程师   |
| 1995–1998 | 韩瑛元    | 装甲兵       |
| 1998–2000 | 林泉宝    | 步兵         |
| 2000–2003 | 伍逸松    | 炮兵         |
| 2003–2007 | 郭木财    | 装甲兵       |
| 2007–2010 | 梁建鸿    | 精卫兵       |
| 2010–2011 | 陈振声    | 步兵         |
| 2011–2014 | 拉文德·星 | 信号兵       |
| 2014–2015 | 林清耀    | 精卫兵       |
| 2015–2018 | 王赐吉    | 精卫兵       |
| 2018–2022 | 吴仕豪    | 炮兵         |
| 2022–2025 | 梁振伟    | 突击队       |
| 2025–至今 | 蔡德贤    | 装甲兵       |

### 陆军司令部
陆军司令部下分「人力」、「情报」、「作战」、「后勤」、「策划」，以及「训练」六部，各由一个上校衔助理参谋长管辖。

### 兵种司令部
各兵种（突击队、精卫队、坦克部队、炮兵部队、步兵、工兵、讯号兵、支援与运输部队、维修与工程部队）设司令部，由兵种长负责支援陆军司令。

### 作战部队
新加坡陆军以“师”为最大编制，共5个师及一个人民卫国军。师级单位下设若干旅、营、连、排、班。陆军中还设有若干独立旅、营级单位。
一排四班，一连四排，一营四连，一旅三营，一师4旅以上的编制，因此新加坡部队的师普遍为加强师。

## 编制
| 第三師司令部設於裕廊 - 第3步兵旅 - 第5步兵旅 - 第24步兵旅 - 第30步兵旅 - 第8裝甲旅 - 第三砲兵營 - 第三師支援指揮部 第六師司令部設於萬禮 - 第2步兵旅 - 第9步兵旅 - 第76步兵旅 - 第54裝甲旅 - 第六砲兵營 - 第六師支援指揮部 - 第六工兵營 - 第六防空砲兵營 - 第六通信營 第九師司令部設於樟宜 - 第10步兵旅 - 第12步兵旅 - 第56裝甲旅 - 第九砲兵營 - 第九師支援指揮部 - 第九通信營 德光島上設有訓練新兵的基本軍事訓練中心。 | - 第7後備步兵旅 - 第13後備步兵旅 - 第15後備步兵旅 - 分區砲兵營 - 第21通信營 - 第21支援指揮部 - 第18防空砲兵營 - 分區戰鬥工兵營 - 第11後備步兵旅 - 第14後備步兵旅 - 第63後備步兵旅 - 第65後備步兵旅 人民衛國軍負責新加坡國土安全，其主要職責是保護民用設施和基礎設施，另外在發生緊急事故時向民間提供資源及人道援助。 - 第21步兵旅 - 第22步兵旅 - 第26步兵旅 - 第27步兵旅 - 第29步兵旅 - 第32步兵旅 - 第8步兵營 - 第9步兵營 - 第5裝甲旅 - 警衛營 - 摩步營 - 突擊兵營 - 情報營 - 橋樑營 - 工兵營 - 運輸營 |

## 武器裝備

### 主戰坦克
- 186輛 豹2SG型坦克（德國豹2A4型改良版采用莱茵金属升级套件）
- 10輛 豹2 Bergepanzer-3 Büffel ARVs裝甲回收車

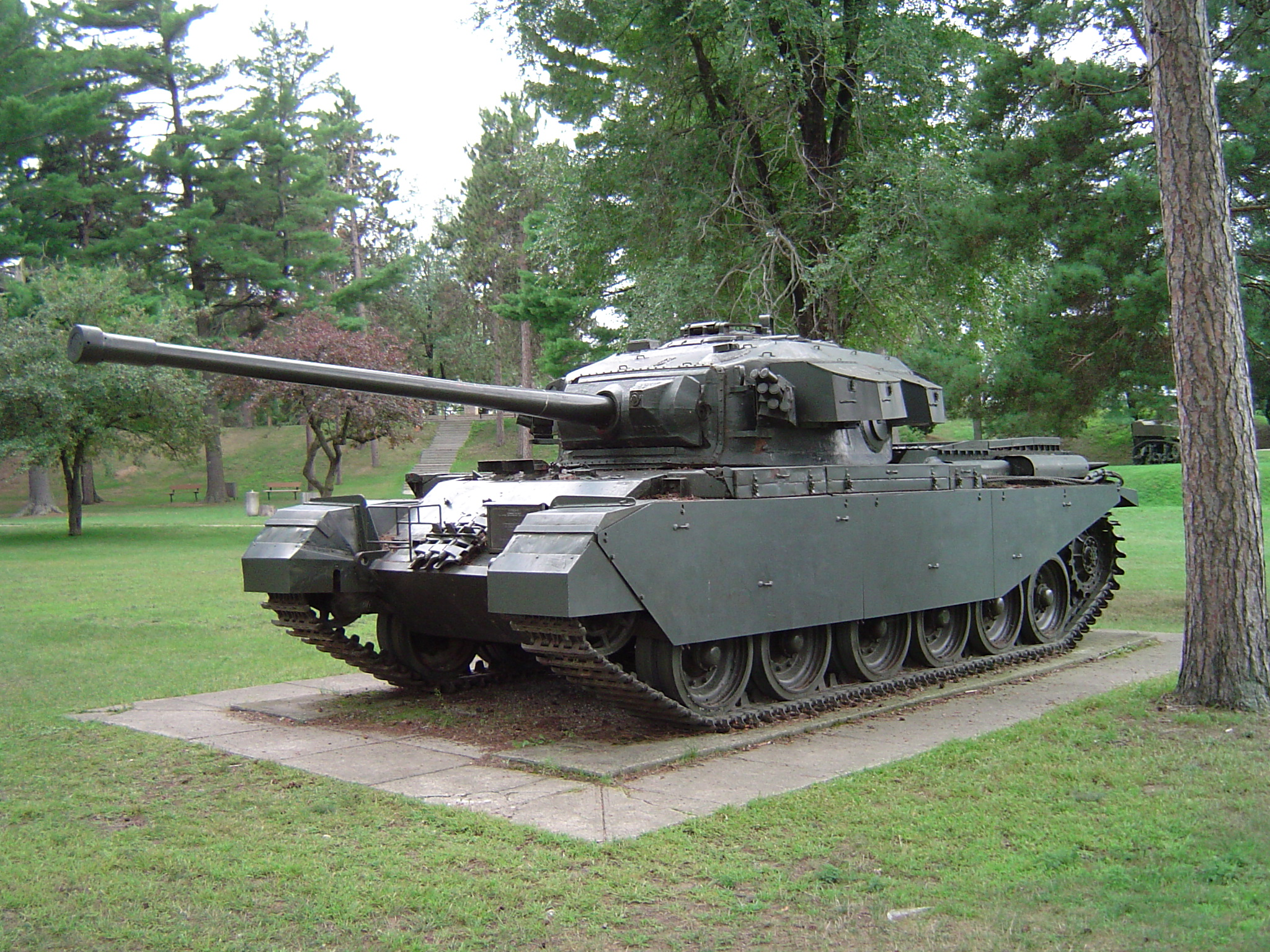
英國製百夫長坦克是新加坡陸軍過去的主力
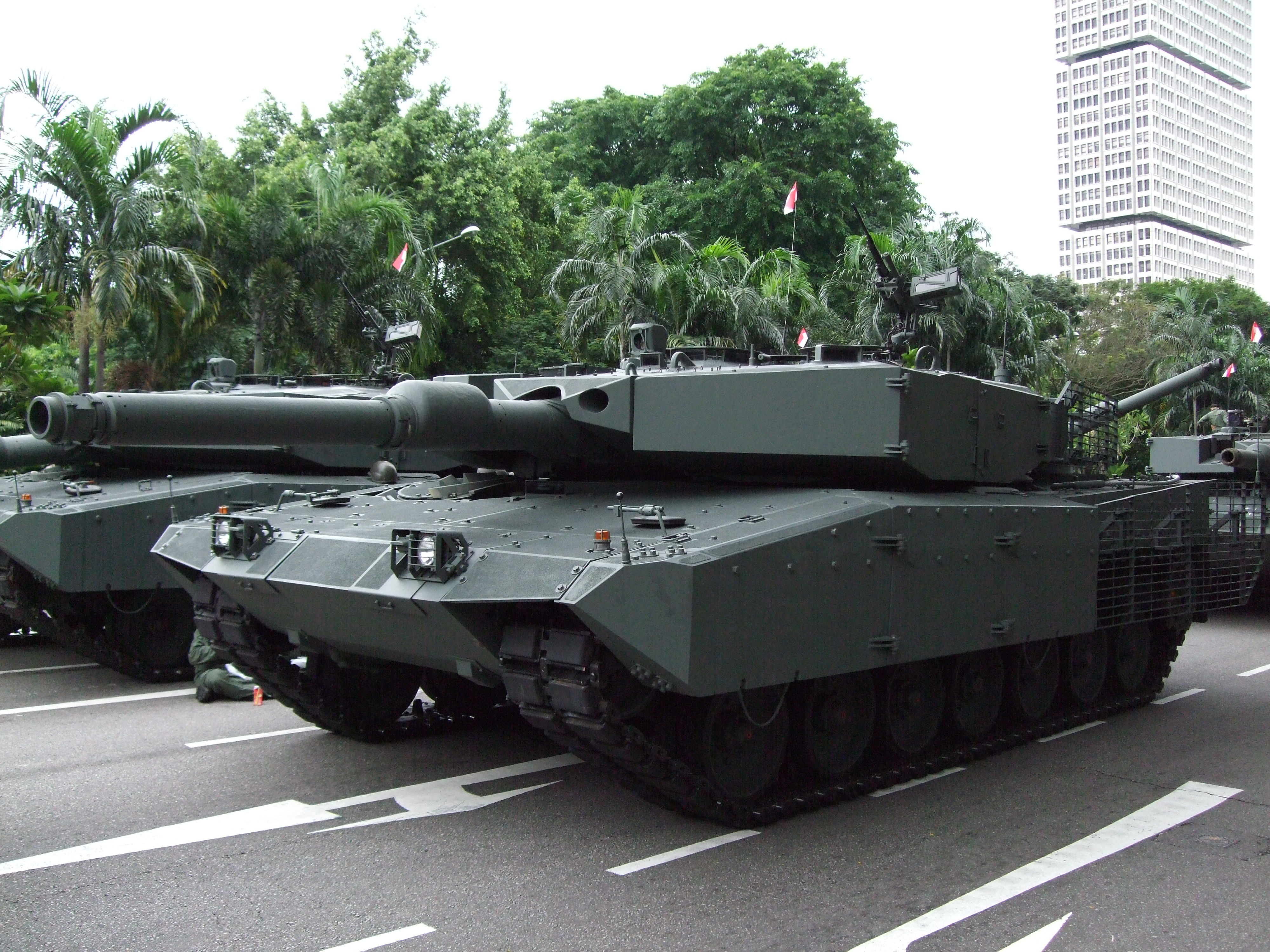
德國豹2SG型坦克
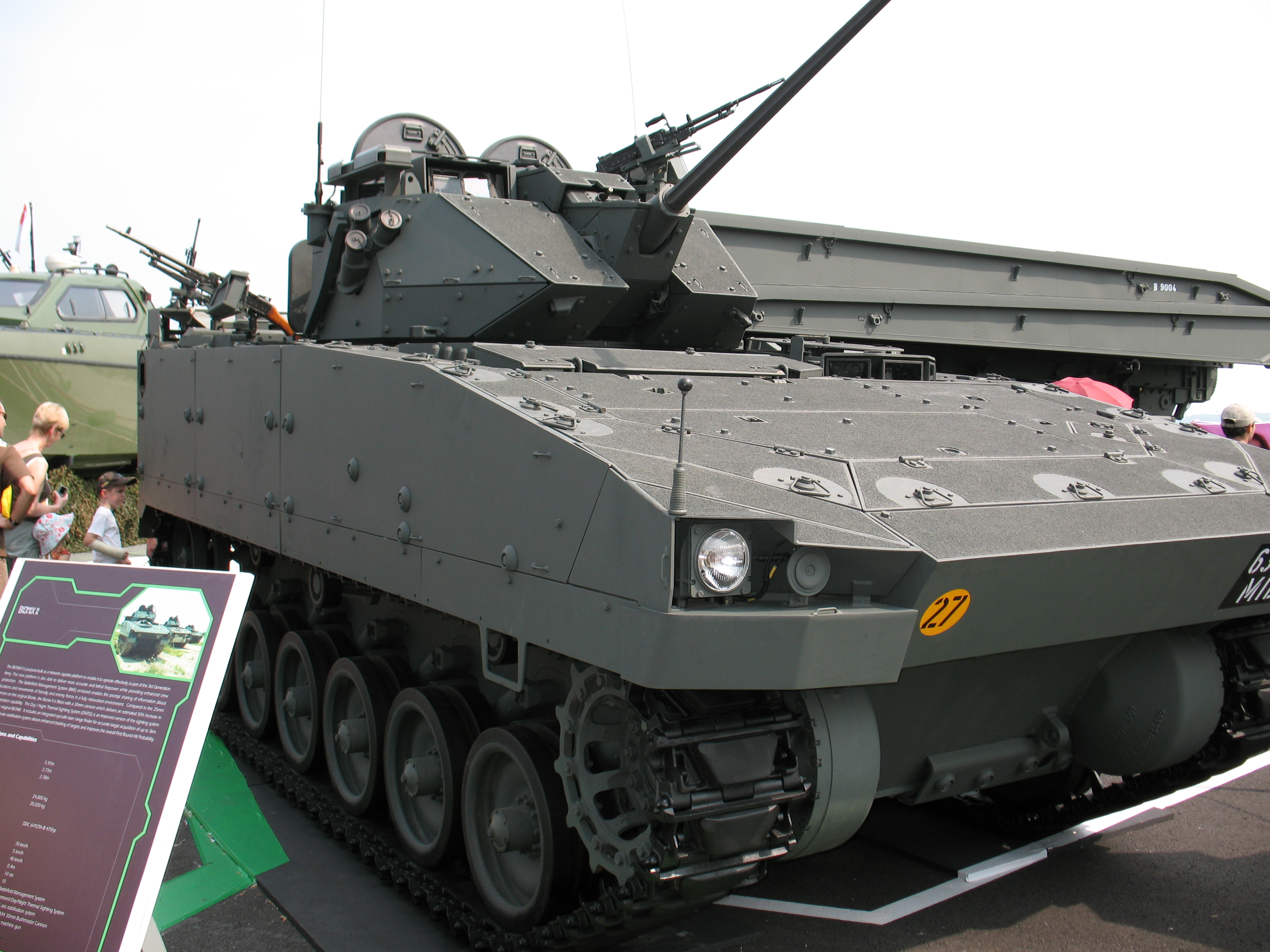
新加坡自行生產的波尼克斯步兵戰車

### 步兵戰車
- 200輛 Bionix II (30毫米链式机关炮) （由新加坡自行生產）(少數升級自Bionix I)
- 300輛 Bionix I (M242“大毒蛇”25毫米链式机关炮) （由新加坡自行生產）
- 300輛 Bionix 40/50 (CIS 40毫米 自动榴弹发射器 + CIS 50MG) （由新加坡自行生產）
- 120輛 AV-81 Terrex （由新加坡自行生產）
- 至少一個營的獵人裝甲戰鬥車(用替代老舊的M113系列)

### 装甲运兵车
- 40辆 M113A2 ULTRA 40/50[7](CIS 40毫米 自动榴弹发射器)
- 50辆 M113A2 ULTRA OWS (M242“大毒蛇”25毫米链式机关炮)
- 100辆 英國授權由瑞典赫格隆車輛公司製造的BV-206 全地形裝甲車（英语：Bandvagn 206）
- 15辆 Bronco ATTC 装甲运兵车 （由新加坡自行生產）
- 40輛 V-150「突擊隊」裝甲車

### 多管火箭發射器
- 18辆 M142多管火箭系统(HIMARS)
- BM-21火箭炮（数量不明）

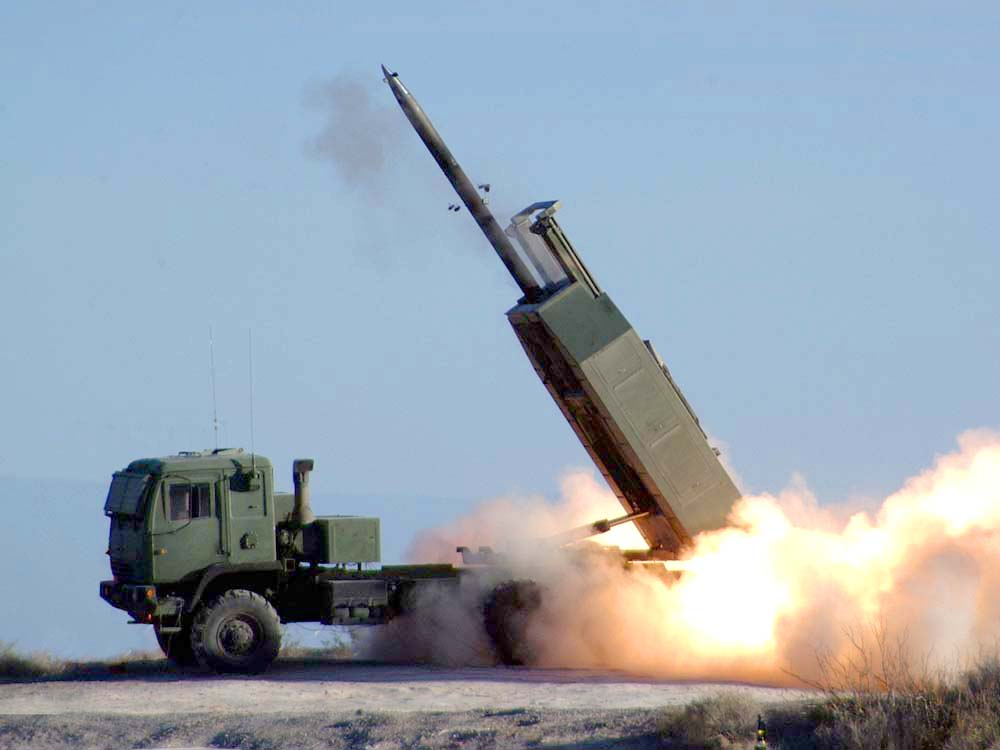
美製HIMARS多管火箭系统
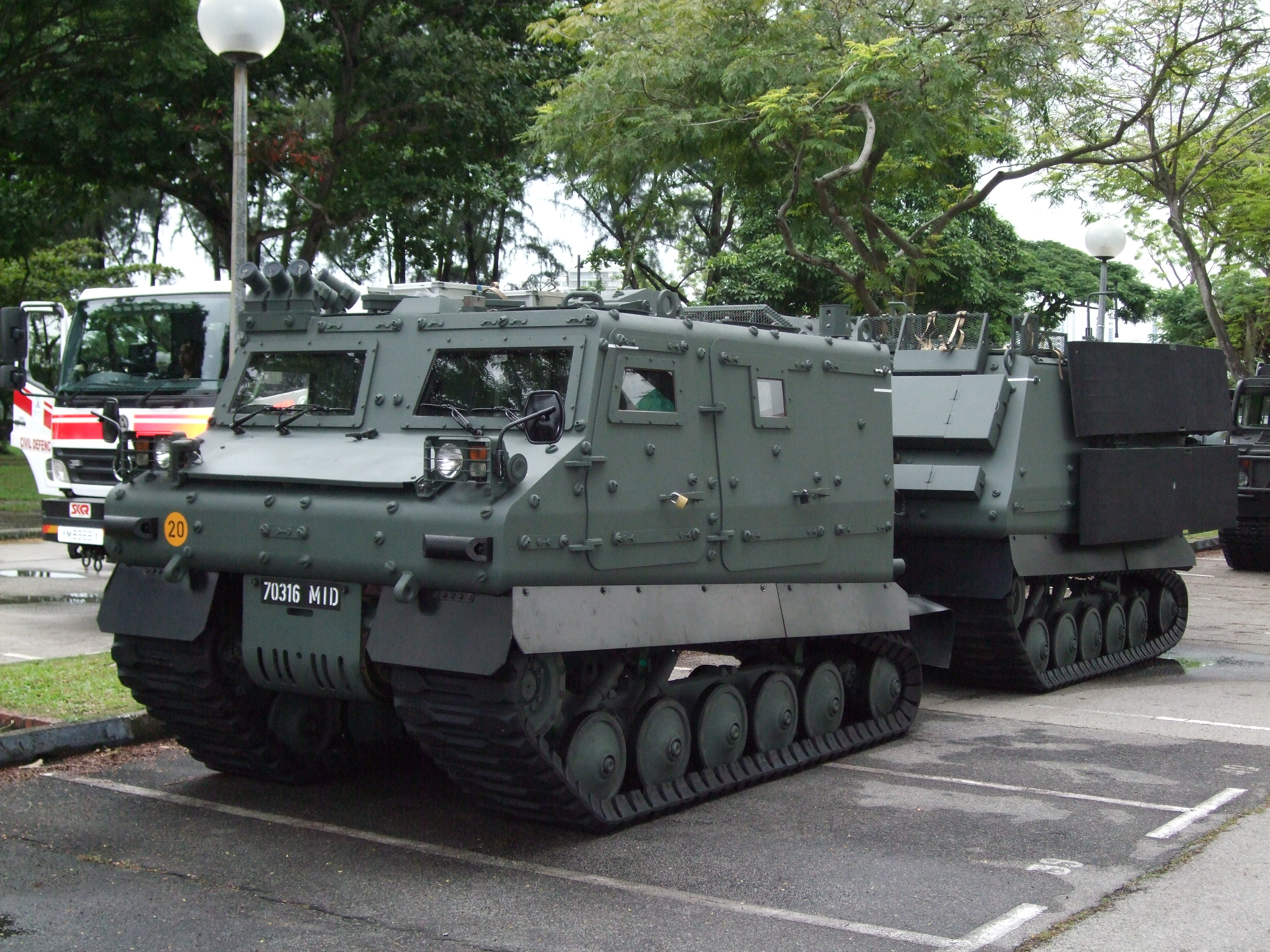
新加坡自行生產的Bronco装甲运兵车
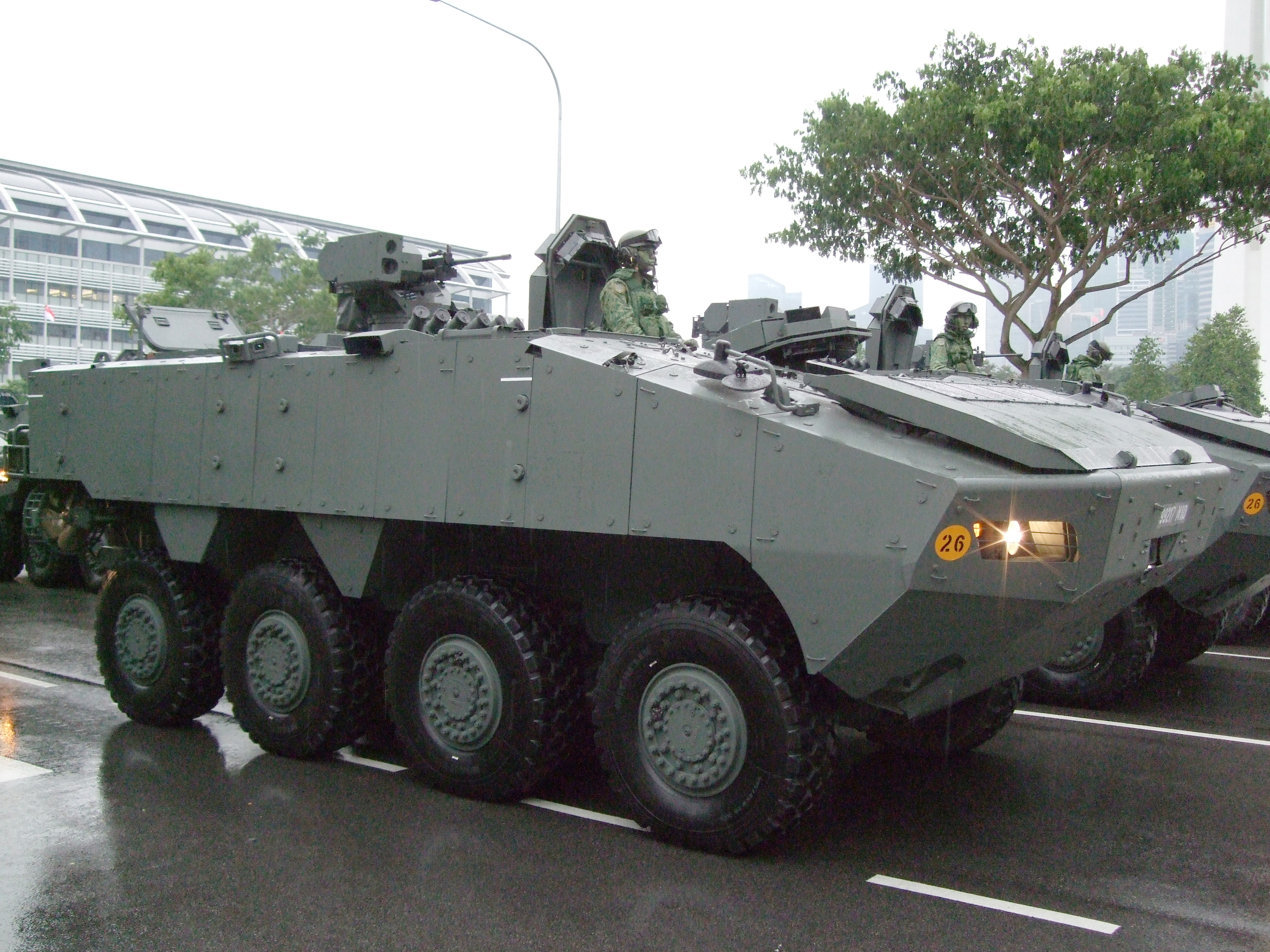
新加坡自行生產的Terrex AV-81步兵戰車
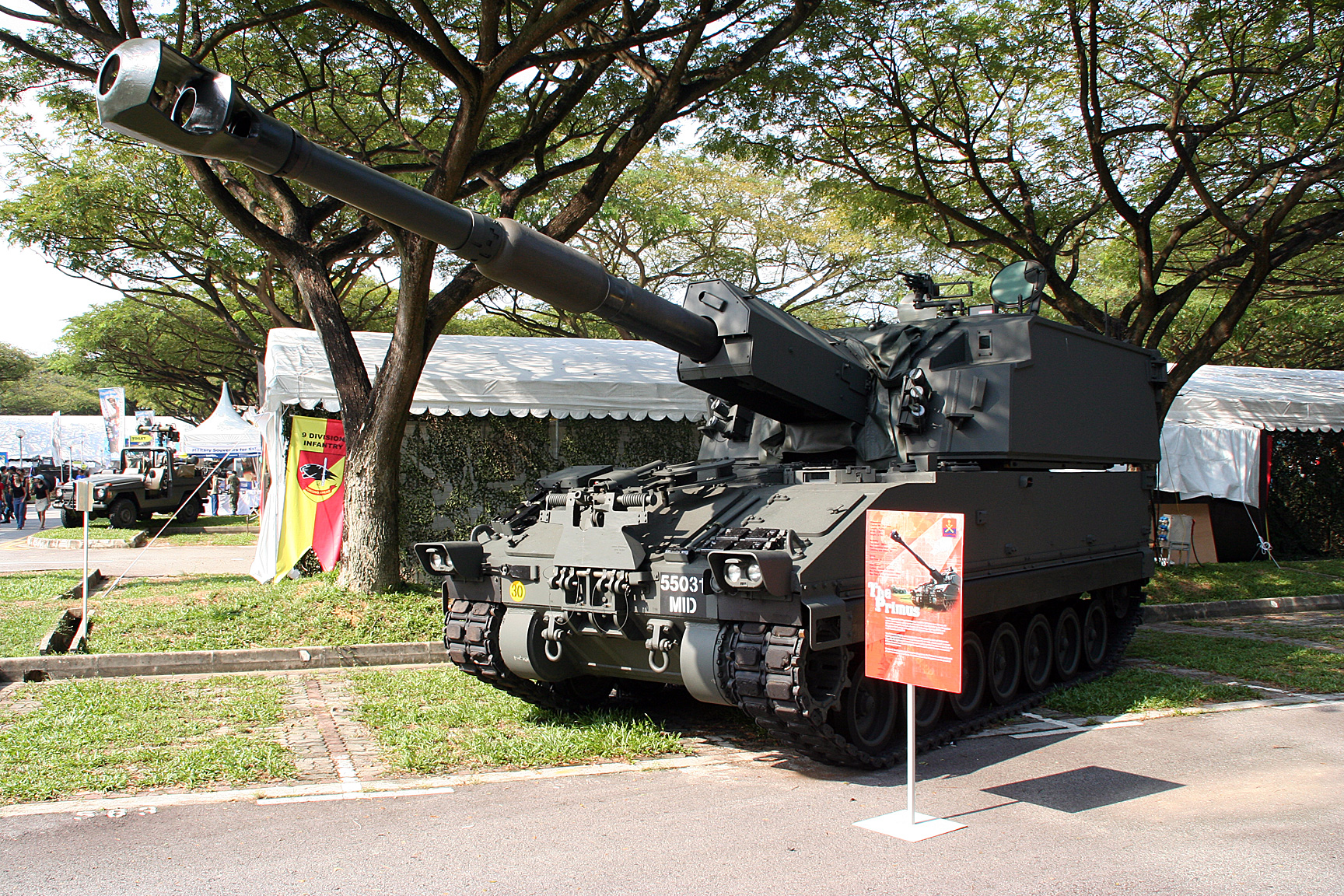
新加坡自行生產的SSPH-1 Primus自行火炮
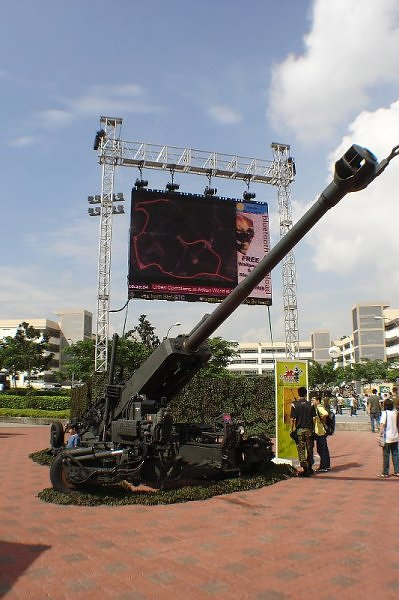
新加坡自行生產的Pegasus 155毫米 牽引榴彈砲
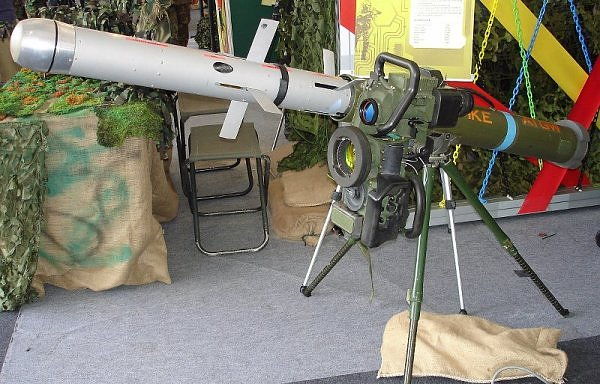
以色列SPIKE 反坦克导弹
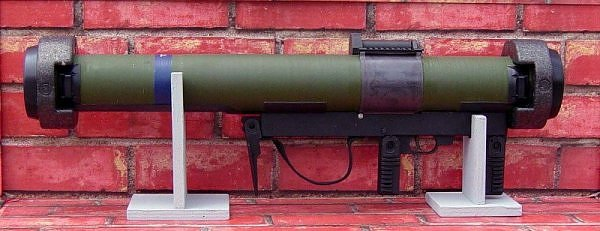
MATADOR 反坦克导弹
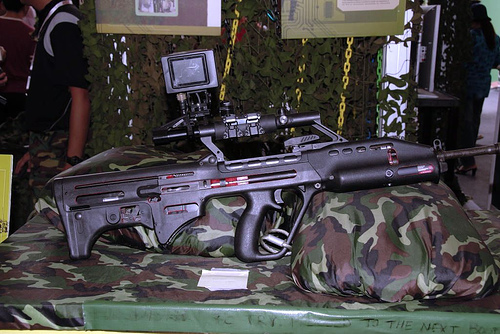
新加坡自行生產的 SAR 21突擊步槍
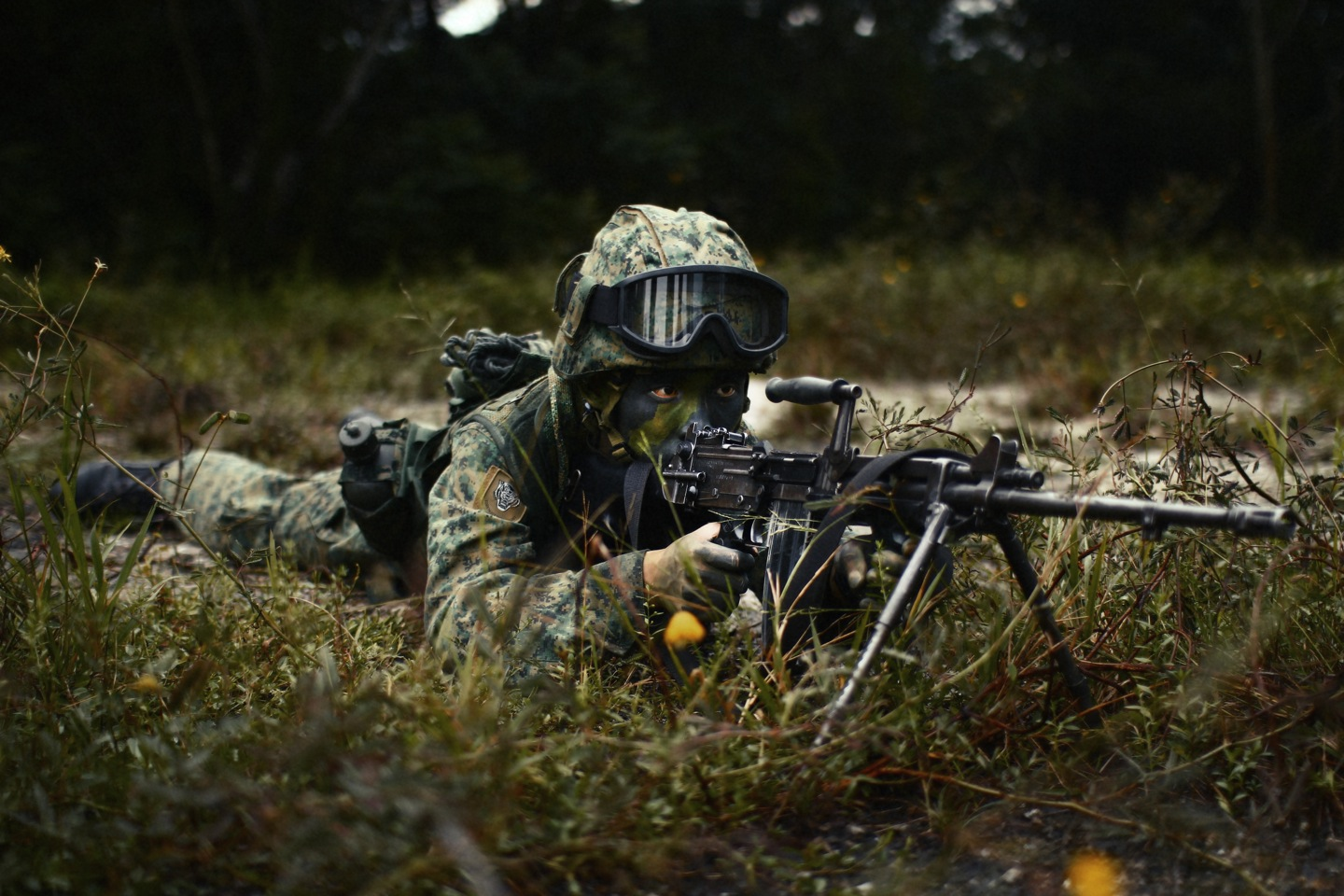
新加坡自行生產的 Ultimax 100 輕機槍
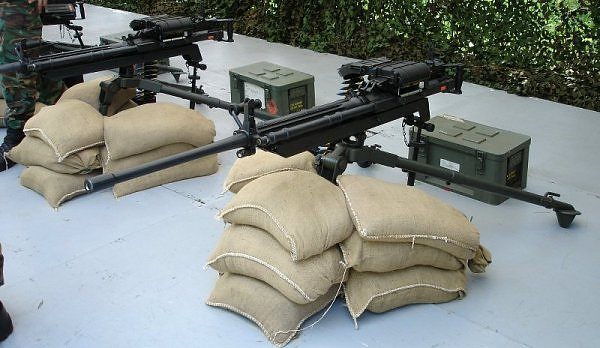
新加坡自行生產的 CIS 50MG 12.7毫米重机枪

### 重型火砲
- 54辆 SSPH-1 Primus 155毫米 自走榴炮 （由新加坡自行生產）
- 54門 SLWH Pegasus 155毫米 牽引榴彈砲 （由新加坡自行生產）
- 50門 FH-88 155毫米 野戰榴彈砲 （由新加坡自行生產）
- 50門 FH-2000 155毫米 野戰榴彈砲 （由新加坡自行生產）
- 35門 M71 155毫米 牽引榴彈砲

### 工程运输载具
- 36輛 FV180 Tractor
- 12輛 M-60AVLB,
- 8輛 M728 Combat Engineer Vehicle
- 比奧尼克斯步兵戰車（Bionix AFV，數量不明）
- M3浮門橋（數量不明）
- 300輛 AMX-13/75
- MTU-90（數量不明）

### 實用與支持車輛
- 梅賽德斯-賓士G系列
- 福特F-150
- 長城汽車Steed（武装改装车）
- 五十鈴Elf
- 梅賽德斯-賓士烏尼莫克 404 S
- 俄羅斯陸軍高爾基 GAZon Next
- 俄羅斯陸軍MZKT-5002（俄语：Минский завод колёсных тягачей）
- 美國陸軍FMTV（英语：Family of Medium Tactical Vehicles） MTV M1083（日语：FMTV_(軍用車両)#MTV）
- 梅賽德斯-賓士L911（英语：Mercedes-Benz short bonnet trucks）
- 梅賽德斯-賓士Actros 6X4
- MAN商用車 L2000（英语：MAN_Truck_&_Bus）
- MAN商用車 TGX（英语：MAN_Truck_&_Bus） 8X4

### 反坦克导弹
- 1000个 SPIKE-LR 拉斐尔长钉反坦克导弹
- 3000个 MATADOR 鬥牛士火箭筒

### 守护卫兵
- 200个 Spider LSV 备反坦克导弹
- 200个 Spider LSV

### 輕兵器

#### 步槍
- SAR 21
- HK416（僅裝備特種部隊）

#### 機槍
- Ultimax 100
- 柯特IAR6940（英语：Colt IAR6940）
- FN MAG
- CIS 12.7毫米重機槍

#### 榴彈發射器
- CIS 40毫米自動榴彈發射器
- CIS 40毫米榴彈發射器

#### 衝鋒槍
- HK MP5N（僅裝備特種部隊）
- HK MP7A1（僅裝備特種部隊）
- FN P90（僅裝備特種部隊）
- 貝瑞塔PMX（英语：Beretta PMX）（僅裝備特種部隊）

#### 手槍
- FN Five-seveN（僅裝備特攻部隊及特種部隊）
- SIG Sauer P226

#### 狙擊步槍
- HK PSG1
- 精密國際L96A1
- 精密國際L115A1
- B&T APR 308
- 精密國際AX50

#### 其他
- 迫擊炮
- 84mm及106mm无后座力炮（正逐步淘汰）

## 海外训练基地
由于新加坡土地短缺并缺乏战略纵深，新加坡陆军在海外开辟了数个训练基地，所处地点包括：中華民國（臺灣）、汶萊、馬來西亞、日本、大韓民國（南韓）、澳大利亞。

## 另見
- 豹2型坦克
- 百夫长坦克
- T-90主戰坦克
- BM-21火箭炮
- 陸軍
- 印度尼西亞陸軍